# Quiet on Set: The Dark Side of Kids TV
Quiet on Set: The Dark Side of Kids TV (O Lado Sombrio da TV Infantil no Brasil) é uma série documental de cinco episódios produzida pela Maxine Productions, em parceria com a Sony Pictures Television e a Business Insider. Os primeiros quatro episódios foram exibidos na versão estadunidense do Investigação Discovery e estão disponíveis no serviço de streaming Max pela sua área de cobertura desde o dia 17 de março de 2024. Foi lançada na versão brasileira da plataforma no dia 13 de abril de 2024, apesar da previsão inicial ser no dia 16.

## Sinopse
O documentário retrata o lado obscuro dos bastidores das séries da Nickelodeon entre as décadas de 90 e 2000, focando nos shows All That, The Amanda Show, Drake & Josh, Zoey 101, ICarly e Victorious. Através de relatos de diretores, redatores e alguns atores, sendo a entrevista mais notável com Drake Bell, os ex-funcionários da empresa relembram acontecimentos polêmicos com três nomes importantes do canal por assinatura estadunidense, sendo eles: Dan Schneider, Brian Peck e Jason Michael Randy.

## Elenco
- Drake Bell
- Joe Bell
- Tracey Brown
- Mike Denton
- Rick Ellis
- Virgil L. Fabian
- Leon Frierson
- Bryan Hearne
- Anne Henry
- Katrina Johnson
- Jenny Kilgen
- Scaachi Koul
- Raquel Lee
- Shane Lyons
- MJ
- Alexa Nikolas
- Pam Penn
- Giovonnie Samuels
- Christy Stratton
- Kyle Sullivan
- Marc Summers
- Kate Taylor
- Karyn Finley Thompson
- Soledad O'Brien

## Produção
Em 2018, durante o estouro mundial do movimento #MeToo, a Paramount Global (na época, ViacomCBS), entrevistou dezenas de funcionários que confirmaram casos de assédio moral vindos do produtor Dan Schneider, sendo que, até aquele momento, não se tinha conhecimento a nível global dos casos de abuso sexual e pedofilia praticados pelo empresário. Com as denúncias se tornando públicas, Dan é demitido da empresa.
Além disso, a diretora e produtora Mary Robertson notou uma série de vídeos virais mostrando cenas inadequadas de programas produzidos por Dan Schneider. Em boa parte delas, internautas e a própria diretora da série começaram a desconfiar de mensagens subliminares envolvendo podolatria (fetiche por pés), além de práticas sugestivas a ejaculação e até mesmo assédio sexual nos shows de Schneider. Em um desses virais, aparecia um trecho de um blog fictício que era controlado pela personagem Cat Valentine, interpretada por Ariana Grande, e que esteve presente em Victorious e Sam & Cat. Nas cenas repercutidas, Cat aparece conversando com os internautas e em seguida, ela morde seus dedos dos pés. Em outro quadro, a personagem aparece tentando beber uma garrafa de água deitada de cabeça para baixo, mas sem sucesso e geme compulsivamente ao receber o jato de água. Num outro vídeo, Valentine tenta espremer uma batata para ver se sai um suco, além de outro viral onde ela insere o dedo indicador na língua, dando a impressão de forçar um vômito. Outros virais são da série Zoey 101, onde a protagonista título, interpretada por Jamie Lynn Spears, recebe um líquido viscoso esguichado em seu rosto, e de uma cena de ICarly, onde a personagem título, interpretada por Miranda Cosgrove, aparece deitada em uma banheira, com as partes do corpo cobertas por espuma de banho, sendo sugerido que estivesse nua, tendo apenas os pés expostos e em seguida, Carly Shay coloca o dedão do pé na torneira da banheira, até ficar preso. Também foi resgatado por um grupo de internautas uma campanha de divulgação de um novo episódio da série Sam & Cat através do Twitter em 2013, onde a conta em questão pede para que os fãs escrevam uma mensagem em seus pés e publiquem usando a hashtag #SAMandCATSaturday. É notável a participação de crianças na campanha.
Robertson, junto com Emma Schwartz, fez parceria com a repórter do Business Insider, Kate Taylor, para alcançar dezenas de atores e membros da equipe que trabalharam nos sets dos shows de Schneider. Schwartz observou que muitos indivíduos que responderam à oferta ficaram aliviados por poderem partilhar as suas experiências negativas, mas vários outros ainda tinham medo de apresentar as suas experiências. Eles também tentaram entrar em contato com o próprio Schneider, mas ele se recusou a aparecer diante das câmeras. Suas respostas ainda foram mostradas ao longo da série por meio de texto. No dia em que a entrevista de Drake Bell foi filmada, Robertson disse ao The Hollywood Reporter que todo o set estava em silêncio. Bell disse mais tarde a Robertson que um peso foi tirado dele. No podcast The Sarah Fraser Show em 22 de março de 2024, Bell revelou que foi para a reabilitação após sua entrevista para o documentário. Drake já foi convidado para participar de um documentário semelhante, mas ele recusou. O ator e cantor revelou em 2024 que recebeu críticas por não ter aparecido no documentário An Open Secret.
Casos de assédio e polêmica nos bastidores da Nickelodeon também foram citados no livro I'm Glad My Mom Died, escrito por Jennette McCurdy, onde a ex-atriz relata algumas situações que viveu nos bastidores dos shows em que foi a protagonista, mas sem citar diretamente o nome de Dan Schneider, tratando-o como "criador". Em um trecho, ela cita uma tentativa de acordo feita pela emissora norte-americana em receber US$ 300 mil para não contar as suas experiências e em outro que o próprio produtor, junto com a mãe da mesma, incentivavam a estrela da época a comer exageradamente, como mostrava o roteiro de Samantha Puckett (Sam), fazendo-a desenvolver uma anorexia nervosa. Além disso, no filme documental An Open Secret, é citado os casos de abuso infantil nos estúdios de Hollywood, mencionando Brian Peck, que é citado por Drake na série.

## Episódios
| Temporada | Temporada | Episódios | Episódios | Originalmente exibido | Originalmente exibido |
| Temporada | Temporada | Episódios | Episódios | Estreia da temporada  | Final da temporada    |
| --------- | --------- | --------- | --------- | --------------------- | --------------------- |
|           | 1         | 5         | 5         | 17 de março de 2024   | 7 de abril de 2024    |

| Número | N.º na temp. | Título                                                       | Dirigido por                   | Exibição original   | Espectadores nos Estados Unidos (em milhões) |
| --- | ------------ | ------------------------------------------------------------ | ------------------------------ | ------------------- | -------------------------------------------- |
| 1 | 1            | "Suspeitas Crescentes (BR)" "Rising Stars, Rising Questions" | Mary Robertson e Emma Schwartz | 17 de março de 2024 | 0,614                                        |
| Dan Schneider é contratado pela Nickelodeon e inicia a sua carreira no conglomerado infantil, criando o show All That, que se tornou o primeiro êxito da emissora e subiu o patamar do produtor executivo. No entanto, duas ex-roteiristas do show, Christy Stratton e Jenny Kilgen, exploram o tenso relacionamento com o empresário, que vão da acusação de pagamento de um salário para ser repartido entre as duas, além de assédio sexual. Amanda Bynes é descoberta em 1996 por um produtor durante seu show na Laugh Factory e se torna estrela de seu próprio show na Nickelodeon, o The Amanda Show, e o What I Like About You. |              |                                                              |                                |                     |                                              |
| 2 | 2            | "Lobo em Pele de Cordeiro (BR)" "Hidden in Plain Sight"      | Mary Robertson e Emma Schwartz | 17 de março de 2024 | 0,614                                        |
| Ex-atores da série All That como Leon Frierson, Bryan Hearne, Katrina Johnson, Giovonnie Samuels e Kyle Sullivan denunciam a diferença de tratamento de Dan entre eles e Amanda. Bryan inclusive foi vítima de racismo durante sua participação nas temporadas 7 e 8 da série All That, além de ter sido humilhado, junto com seus colegas no programa SNICK On-Air Dare, onde parte do elenco da série era posto à prova em desafios nada agradáveis. Além disso, dois membros da equipe do programa como o assistente de produção Jason Michael Handy e o treinador de diálogo e ator Brian Peck foram descobertos como criminosos sexuais após uma denúncia anônima, pegando todos do elenco de All That de surpresa. |              |                                                              |                                |                     |                                              |
| 3 | 3            | "O Segredo Mais Sombrio (BR)" "The Darkest Secret"           | Mary Robertson e Emma Schwartz | 18 de março de 2024 | 0,641                                        |
| Drake Bell rompe com seu pai, Joe Bell, acusando-o de suposta interferência enquanto era uma das estrelas do The Amanda Show. Drake acusa Brian Peck de manipulação fazendo ele acreditar que o treinador era mais importante que o próprio pai. No entanto, Peck abusa sexualmente de Drake durante um período em que o ator dormia na casa dele e buscando denunciar seu abusador, Drake, com a ajuda de sua ex-sogra, consegue denunciar Brian após várias insistências de fazer o ator aceitar o papel de seu pai em Drake & Josh, resultando em sua prisão no ano de 2003 através de uma denúncia anônima que teve forte repercussão. Bell acabou carregando traumas no futuro, seguindo um triste caminho |              |                                                              |                                |                     |                                              |
| 4 | 4            | "Perto Demais do Sol (BR)" "Too Close to the Sun"            | Mary Robertson e Emma Schwartz | 18 de março de 2024 | 0,641                                        |
| Brian Peck é acusado de vários crimes por outros nomes de Hollywood, sendo descoberto também uma carta de apoio assinada por uma boa parte das estrelas, além de uma contratação no Disney Channel, resultando em sua demissão posteriormente por conta das denúncias. Dan Schneider cria novas séries de sucesso como Drake & Josh, Zoey 101, ICarly e Victorious e internautas começam a observar takes de duplo sentido na maioria dos episódios dos shows, além da sexualização exagerada das personagens femininas. O efeito do movimento #MeToo resultou na demissão de Schneider da Nickelodeon em 2018 e os ex-atores infantis refletem sobre a pressão que viveram na época dos shows de Dan, focando também na prisão de Drake Bell em 2015 por dirigir alcoolizado e a confissão de culpa em 2021 por ter aliciado uma menor de idade. |              |                                                              |                                |                     |                                              |
| 5 | 5            | "Rompendo o Silêncio (BR)" "Breaking the Silence"            | Mary Robertson e Emma Schwartz | 7 de abril de 2024  | 0,453                                        |
| O episódio trás uma análise final dos depoimentos das partes envolvidas, sob a moderação de Soledad O'Brien, além de partes inéditas das entrevistas com Drake Bell e Giovonnie Samuels, o reencontro de Bryan Hearne e sua mãe, Tracey Brown, e a conversa com Shane Lyons, que reencontra seus ex-colegas de elenco da série All That como Hearne e Samuels. |              |                                                              |                                |                     |                                              |

## Recepção
No agregador de resenhas Rotten Tomatoes, 100% dos 9 críticos deram uma crítica positiva à série. No Metacritic, a série possui uma pontuação média ponderada de 77 em 100 com base em 4 críticos, indicando um programa "geralmente favorável".  Richard Roeper, do Chicago Sun-Times, avaliou positivamente a série, dando-lhe três de quatro estrelas. Ele escreveu que o documentário expandiu um relatório do Business Insider e descreveu o documentário como uma "exposição jornalisticamente sólida, direta e às vezes comovente".
Em 26 de março de 2024, a Investigation Discovery relatou que os primeiros quatro episódios foram assistidos por mais de 16 milhões de telespectadores por cabo, Max e Discovery+. Foi também a série improvisada mais vista na Max desde seu lançamento em 23 de maio de 2023.

## Repercussão

### Nickelodeon
Dias antes do lançamento da série, a Nickelodeon, através de um porta voz, emitiu comunicados à Variety e à NBC News usando a seguinte mensagem: "Agora que Drake Bell revelou sua identidade como demandante no caso de 2004, estamos consternados e tristes ao saber do trauma que ele sofreu, e elogiamos e apoiamos a força necessária para avançar”. A Nickelodeon também disse à Variety que investiga "todas as reclamações formais como parte de nosso compromisso de promover um ambiente de trabalho seguro e profissional, livre de assédio ou outros tipos de conduta inadequada".
Em entrevista ao The Sarah Fraser Show, Drake Bell considerou a resposta da Nickelodeon "vazia". Ele comentou ainda que "Eu tenho que pagar pela minha própria terapia, eu tenho que descobrir o que - quero dizer, se houvesse alguma coisa, se houvesse alguma verdade por trás deles realmente se importando, haveria algo mais do que citações em uma página de obviamente um representante legal dizendo-lhes exatamente como adaptar uma resposta."

### Atores que já trabalharam na emissora e alguns responsáveis
Em um vídeo ao vivo do TikTok, os atores Devon Werkheiser, Lindsey Shaw e Daniel Curtis Lee brincaram sobre as acusações de abuso apresentadas no documentário, alegando que "nosso set não era assim". Anteriormente, eles estrelaram Ned's Declassified School Survival Guide, um programa da Nickelodeon no qual Schneider não estava envolvido. Drake Bell e Alexa Nikolas, entre outros, criticaram o vídeo ao vivo por meio de uma postagem no Twitter e vários acusaram o trio de menosprezar o abuso sexual infantil. Em resposta, Werkheiser pediu desculpas a Bell e aos outros indivíduos apresentados, escrevendo "Eu estava sendo um idiota hoje" e afirmou que estava "Verdadeiramente com o coração partido pelo que meus colegas atores passaram. Não posso acredito que eles não estavam protegidos. Sinto muito por agravar qualquer dano".  Em 22 de março de 2024, todos os três atores elaborariam o incidente em seu podcast, Ned's Declassified Podcast Survival Guide. Durante o episódio, Werkheiser relembrou uma interação positiva com Drake durante a festa de encerramento do piloto Ned's Declassified. Os atores também revelaram que Brian Peck estava no set como substituto durante um único episódio de Ned's Declassified.
Logo após o lançamento do episódio, Josh Peck (sem ligação com o ex-produtor Brian Peck), co-estrela de Drake & Josh e colega de Drake Bell em The Amanda Show e na série que leva o primeiro nome dos dois atores, recebeu comentários negativos em suas redes sociais por permanecer em silêncio sobre o abuso que Bell sofreu. Josh Peck mencionou anteriormente em um podcast de 2022 que ele não era muito próximo de Drake. Em 20 de março de 2024, Bell defendeu Peck por meio de um vídeo do TikTok, afirmando que Peck o procurou em particular. Um dia depois, Josh Peck quebrou o silêncio por meio de uma postagem no Instagram. Peck afirmou que depois de terminar a série documental, demorou alguns dias para processá-la e depois entrou em contato com Bell, confirmando o vídeo do colega no dia anterior. Peck concluiu: "As crianças devem ser protegidas. Reviver isto publicamente é incrivelmente difícil, mas espero que possa trazer cura para as vítimas e suas famílias, bem como as mudanças necessárias para a nossa indústria".
Nancy Sullivan, que interpretou a mãe de Drake Parker em Drake & Josh e também trabalhou com Bell em The Amanda Show, expressou seu apoio ao ator. Em uma postagem no Instagram utilizando uma imagem antiga do ator, ela escreveu “Enviando amor a Drake para uma cura profunda e para uma vida rica e bela pela frente”. Steve Burns, que interpretou Steve na série Blue's Clues, do Nick Jr., postou um TikTok onde falava com seus espectadores enquanto quebrava a quarta parede. O vídeo continha a frase: "Ei, só checando. Diga-me, o que está acontecendo?", antes permanecendo em silêncio pelo próximo minuto, balançando apenas a cabeça, como se estivesse ouvindo o telespectador, igual fazia no show com as crianças. Embora o seriado infantil não tenha sido mencionado na série e nos escândalos da Nickelodeon, o vídeo de Burns foi visto por indivíduos no Twitter como uma resposta à série documental.
Amber Frank, que interpretou Taylor Hathaway em The Haunted Hathaways, postou um vídeo de resposta em seu TikTok, alegando que viu pornografia infantil em alguns computadores da Nickelodeon quando eles começaram a trabalhar no programa. Allie DiMeco, que interpretou Rosalina em The Naked Brothers Band, alegou que o episódio em que ela beijou um francês na casa dos trinta lhe causou transtorno de estresse pós-traumático (TEPT). Ela alegou que tinha cerca de 14 ou 15 anos na época. Ela criticou a Nickelodeon por não permitir que as crianças se manifestassem contra essas decisões. No entanto, ela reconheceu que o set de Naked Brothers Band era relativamente mais seguro do que outros devido ao envolvimento do show da diretora Polly Draper, mãe das estrelas Nat Wolff e Alex Wolff. A Variety informou que o ator que fez o francês foi interpretado por Jake Hertzog, que teria cerca de 21 anos na época das filmagens. Jack Salvatore Jr., que interpretou Mark Del Figgalo em Zoey 101, respondeu ao documentário por meio de um vídeo no Instagram adicionando várias outras alegações a Dan Schneider. Isso incluiu o produtor sacando uma espingarda para assustar um dos escritores, bem como a Nickelodeon não recomendando pílulas antidepressivas para a estrela de ICarly, Jennette McCurdy, após a morte de sua mãe.
Angel Massey, mãe da estrela de Zoey 101, Christopher Massey, defendeu Dan Schneider no Instagram. Ela elogiou Schneider por impulsionar a carreira de seu filho, ao mesmo tempo que culpou os pais da vítima. Ela também postou algumas imagens de comentários negativos de pessoas, incluindo uma imagem de mata-moscas multicoloridos. Christopher Massey postou mais tarde uma história no Instagram pedindo às pessoas que deixassem sua mãe em paz. Ele também escreveu "Minha história será contada por mim... não por um pai, um amigo, um colega de trabalho... EU!!!". Madisyn Shipman, que estrelou o programa Game Shakers da Nickelodeon , também defendeu Schneider. Em uma postagem no Instagram, ela compartilhou que “não tinha nada além de coisas positivas a dizer” sobre Schneider com base em sua experiência no set.
Matt Bennett, que interpretou Robbie Shapiro em Victorious e DJ conhecido pelo evento Party101 com tema de Nick, escreveu em sua história no Instagram através de uma postagem contendo o seguinte texto: “Passei a maior parte tentando me afastar da situação, perguntando: ‘Se eu não tivesse trabalhado para a Nickelodeon e não conhecesse nenhuma das pessoas envolvidas, eu ficaria bem com o comportamento e o tratamento de outras pessoas que estou vendo?' E a resposta é não. Eu não estaria bem com isso e não estou bem com isso. Não tenho certeza do quanto posso fazer ou dizer hoje, é tudo um pouco real demais para mim agora", com uma nota adicional afirmando que é uma situação privada para muitas pessoas e desejando que as pessoas respeitem sua privacidade.
Durante o episódio 5 da série, Giovonnie Samuels e Bryan Hearne responderam ao pedido de desculpas de Schneider, expressando insatisfação, além de ironizarem o pronunciamento dele. Em uma entrevista à revista Marie Claire, Victoria Justice reconheceu o comportamento de Dan como "complexo", mas destacou que ele a ajudou a se tornar famosa e que o ex-produtor executivo deveria se desculpar com todo mundo, inclusive com ela mesma. A atriz concluiu que algumas das piadas do show eram inapropriadas e de mal gosto. A cantora, atriz e colega de Justice na época de Victorious, Ariana Grande, em uma entrevista ao podcast Podcrushed, de Penn Badgley, mencionou que teve que "reprocessar" seu relacionamento com a Nickelodeon e que sentiu, junto com elenco, que as piadas passavam do limite e logo após entender o contexto, se sentiu muito chateada e que considerou os ex-atores mirins como sobreviventes. Ela também apoiou a presença de terapeutas na televisão.

### Dan Schneider
Antes da transmissão dos episódios, o porta-voz de Schneider divulgou um comunicado defendendo o conteúdo de suas produções. O porta-voz afirmou que tudo foi aprovado pelos produtores da rede. O porta-voz concluiu: “Infelizmente, alguns adultos projetam suas mentes adultas em programas infantis, tirando conclusões falsas sobre eles”.
Após acompanhar os episódios, Schneider, em um vídeo de 19 minutos publicado no YouTube, reconheceu o comportamento abusivo do passado e pediu desculpas por fazer os escritores se sentirem desconfortáveis com o ambiente. Ele também negou ter qualquer papel nos salários, afirmando que a divisão salarial é uma prática comum entre os redatores de televisão. Dan citou a demanda de produção de mais de 40 episódios por ano por sentir pressão e mencionou que estava muito orgulhoso da diversidade de seus programas, vários deles apresentando personagens negros importantes. Ele negou ter sido banido de qualquer set e afirmou que se alguma vez estivesse fora dos estúdios, estaria ocupado escrevendo; como ele era conhecido por estar presente no set, isso dava uma grande ilusão. Schneider afirmou que fez parte do conselho de Amanda Bynes para sua tentativa de emancipação e que ela ligou para ele uma manhã angustiada. O produtor, preocupado com ela, afirmou que ligou para alguém de confiança para buscá-la e que ela acabou sendo levada pela polícia.
Em relação ao abuso sexual de Drake Bell por Brian Peck, Schneider negou ter contratado Peck e afirmou que o caso foi "a parte mais sombria da minha carreira" e foi devastado pelo abuso de Bell, acrescentando que ajudou a mãe de Drake a preparar seu discurso no tribunal. Ele também reconheceu ter ficado perplexo ao saber que Brian, um criminoso sexual registrado, foi contratado pelo Disney Channel após ser libertado da prisão. Quando questionado se havia algo que pudesse ser mudado em retrospectiva, Schneider mencionou ter um terapeuta no set, bem como mudar seu comportamento.
Em 1.° de maio de 2024, Dan anunciou que abriria um processo contra a Warner Bros. Discovery, a Sony e as produtoras Mary Robertson e Emma Schwartz, alegando que a série tentou destruir o seu legado e a sua reputação, acusando-os de calúnia e difamação, além de negar o envolvimento com Brian Peck e Justin Handy, dizendo que não tinha nenhum conhecimento do crime de ambos.

### Ex-apoiadores de Brian Peck
Pouco antes da série documental ir ao ar, Strong e Friedle lançaram um episódio da série de podcasts Pod Meets World, onde abordaram sua amizade anterior com Brian Peck no set de Boy Meets World e a defesa dele durante o julgamento e a sentença. Ambos alegaram que não estavam cientes da extensão total das acusações de Peck e que ele os havia enganado. Eles disseram que já haviam cortado relações com Brian. Em uma entrevista no podcast The Sarah Fraser Show, Drake Bell questionou o episódio Pod Meeds World, observando que tanto Friedle quanto Strong eram adultos quando escreveram suas cartas (Friedle tinha 27 anos e Strong tinha 24).  Ele também revelou na mesma entrevista que nunca recebeu desculpas de nenhuma das pessoas que escreveram cartas para Peck.
Joanna Kerns emitiu uma declaração aos documentaristas de que não tinha conhecimento de toda a extensão do caso na altura e agora lamenta a sua carta de apoio. Em 25 de março de 2024, os diretores Beth Correll e Rich Correll escreveram uma declaração à Variety expressando pesar por apoiar Brian Peck. Eles concluíram: "Não há palavras para expressar o quão péssimos nos sentimos por estar do lado errado de uma situação horrível e o trauma que isso causou a você, Drake. Estamos arrasados por termos apoiado involuntariamente o insuportável". Tom DeSanto, que foi produtor executivo do filme X-Men de 2000 (que apresentava Peck em um papel não creditado), divulgou uma declaração à People Magazine lamentando ter apoiado Peck. Ele escreve: “Quero pedir desculpas pessoalmente a Drake e sua família e afirmar enfaticamente que se eu tivesse sido totalmente informado de todas as acusações, meu apoio teria sido totalmente negado”. Bell respondeu ao pedido de desculpas de DeSanto, dizendo que seu pedido de desculpas "cria um efeito cascata", acrescentando que a situação "é muito, muito difícil para todos os envolvidos".

### Acusações de lucro
Com a repercussão da série, a atriz Raquel Lee Bolleau e a ex-atriz e ativista, Alexa Nikolas, acusaram as produtoras Mary Robertson e Emma Schwartz de tentarem obter lucro com o sofrimento dos atores e de ex-funcionários da Nickelodeon, além de terem cortado alguns depoimentos mais chocantes das experiências na emissora estadunidense. Elas também lembram que o último episódio só foi produzido por conta do impacto causado nas redes sociais, além de descobrirem após a conclusão da série que o documentário foi exibido no sinal norte-americano do Investigação Discovery (ID) e no serviço de streaming Max. O apresentador do extinto game-show Double Dare, que participou do primeiro episódio, Marc Summers, também acusou as produtoras de terem sido antiéticas em suas práticas cinematográficas durante seu comentário no site IndieWire, além de terem convencido-o a elogiar a Nickelodeon e em seguida, se mostrar chocado com as cenas resgatadas.